# Myasishchev VM-T
Myasishchev VM-T Atlant (tiếng Nga: Мясищев ВМ-Т «Атлант», "VM-T" ("BM-T") nghĩa là Vladimir Myasishchev – Transport) là một biến thể của loại máy bay ném bom Myasishchev M-4 Molot ("3M"), nó được sử dụng làm máy bay lập cầu hàng không chiến lược. VM-T được hoán cải để mang tên lửa đẩy và tàu con thoi của Liên Xô trong chương trình Buran. Nó còn được gọi là 3M-T.

## Tính năng kỹ chiến thuật (VM-T)
Dữ liệu lấy từ Jane's
Đặc điểm tổng quát
- Tổ lái: 5
- Tải trọng: 50.000 kg (110.200 lb)
- Chiều dài: 51,2 m (167 ft 11 in)
- Sải cánh: 53,6 m (174 ft 5 in)
- Chiều cao: 10,6 m (34 ft 9 in)
- Trọng lượng rỗng: 75.740 kg (166.980 lb)
- Trọng lượng cất cánh tối đa: 192.000 kg (423.300 lb)
- Động cơ: 4 × RKBM/Koliesov VD-7MD kiểu turbojet, 105,45 kN[2] (23.706 lbf) mỗi chiếc

 Hiệu suất bay 
- Vận tốc cực đại: 500 km/h (311 mph)
- Tầm bay: 1.500 km (932 mi) ()
- Trần bay: 8.000 – 9.000 m (26.245 – 29.525 ft)
- Lực đẩy/trọng lượng: 8,4 N/kg (0,86 kgf/kg)